# Aagje Deken

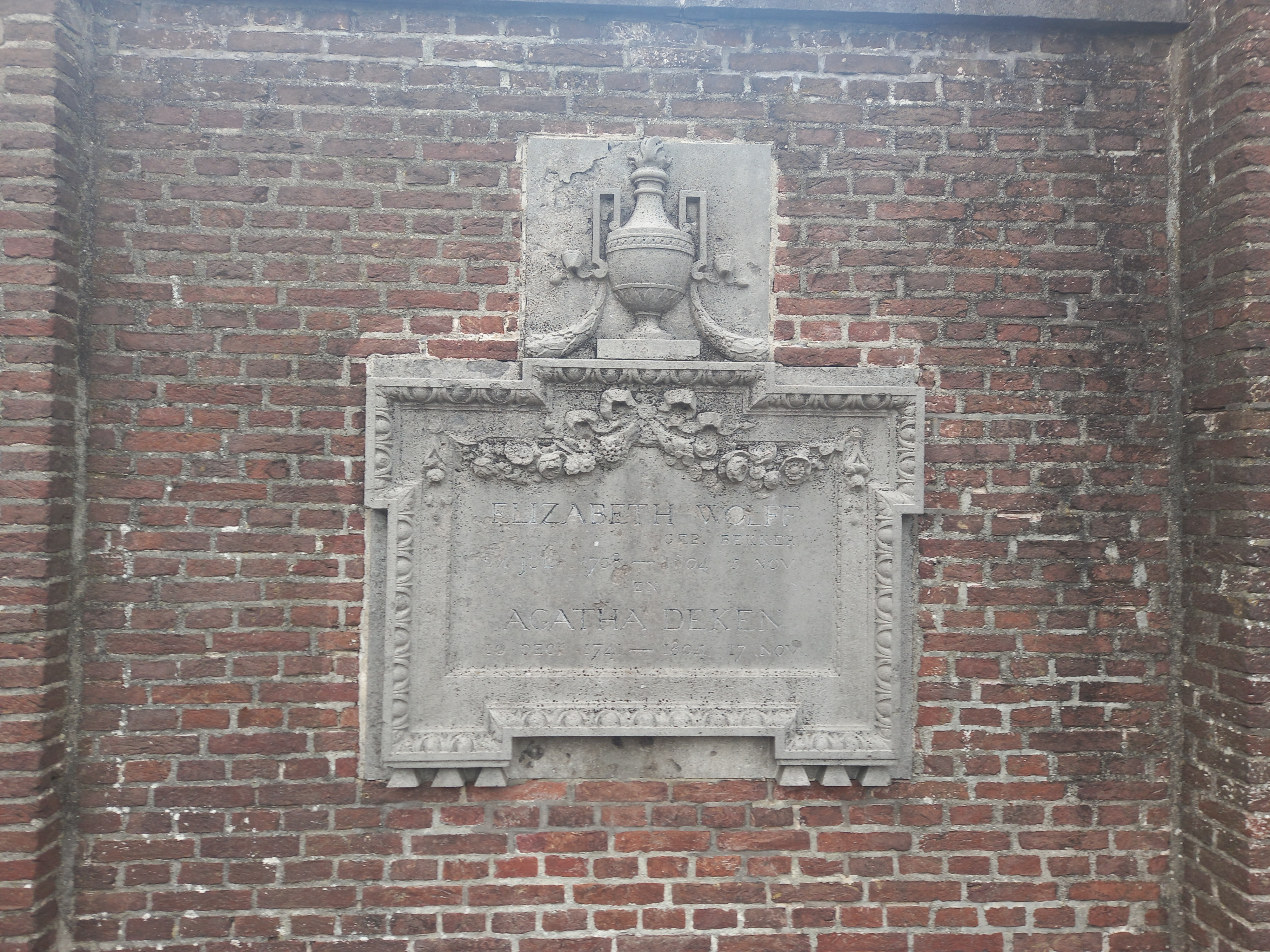
Het graf van Aagje Deken en Betje Wolff op begraafplaats Ter Navolging (Scheveningen)

Agatha Pieters (Aagje) Deken (Nes aan de Amstel, (gedoopt 10 december 1741 – Den Haag, 14 november 1804) was een bekende Nederlandse schrijfster.
Agatha Deken werd geboren in 1741 in Nes aan de Amstel, dat ten tijde van haar geboorte gelegen was in de Ambachtsheerlijkheid van Amstelveen en Nieuwer-Amstel.  In 1745 overleden haar ouders en werd zij ondergebracht in het collegiantenweeshuis 'De Oranje Appel' aan de Huidenstraat 2 in Amsterdam. Daar bleef ze tot 1767. Op latere leeftijd schrijft zij in haar "geschrift eener bejaarde vrouw" daarover: "De meisjes hebben het daer voor hunnen stand in de waereld al te wel: men leert haer daer denken!".  Na het verlaten van het weeshuis had ze verschillende dienstbetrekkingen. Later begon ze een koffie- en theehandeltje. In 1769 werd Deken lid van de Doopsgezinde Gemeente in Amsterdam.
Toen Aagje Deken 29 was, nam ze haar intrek bij haar vriendin Maria Bosch, als ziekenverzorgster. Maria Bosch overleed in 1773. In 1775 verscheen de bundel 'Stichtelijke gedichten', die Deken samen met Maria Bosch had geschreven.
In 1776 begon de briefwisseling tussen Aagje Deken en Betje Wolff, die toen al enige werken op haar naam had staan. In oktober van dat jaar ontmoetten zij elkaar voor het eerst. Nadat in 1777 Betjes man, dominee Wolff, overleed, trok Deken bij Wolff in. In september 1777 betrokken zij samen een huurhuisje in De Rijp, en publiceerden zij hun eerste gemeenschappelijke werk: 'Brieven'. In 1781 erfde Deken ruim 13.000 gulden en de twee gingen in het buiten 'Lommerlust' in Beverwijk wonen. Ze schreven samen nog de 'Historie van mejuffrouw Sara Burgerhart', dat een groot succes werd, en de 'Historie van den heer Willem Leevend'.
Uit onvrede met de situatie in eigen land (na het neerslaan van de opstand van de patriotten in 1787) verhuisden Wolff en Deken in 1788 naar Trévoux in Bourgondië. In 1789 verscheen 'Wandelingen door Bourgogne'.
Door financiële nood moesten zij in 1797 terugkeren naar Holland, waar ze in Den Haag gingen wonen. Aagje Deken stierf daar uiteindelijk, op 14 november 1804, negen dagen na Betje Wolff. Beiden werden begraven op de begraafplaats Ter Navolging in Scheveningen.
Zowel in de Nes aan de Amstel als in Vlissingen zijn monumenten opgericht; respectievelijk een bronzen beeld van een zittende en staande vrouw die samen een boek lezen, en een fontein.

## Secundaire literatuur
- J.J. Kloek, De historie van de juffrouwen Betje Wolff en Aagje Deken, in brieven, Recensie over P.J. Buijnsters Bibliografie van Betje en Aagje [met Het grote en het kleine geld: honoraria van Wolff en Deken] In: De nieuwe taalgids Vol. 83 (1990), p. p. 54-62
- P.J. Buijnsters, Auto-reflectie op een Wolff en Deken-bibliografie In: Dokumentaal Vol. 16 (1987), p. p. 78-82.
- P.J. Buijnsters, Wolff en Deken. Een biografie (1984)
- W. van den Berg, Sara Burgerhart en haar derde stem In: Documentatieblad Werkgroep Achttiende Eeuw 51-52 (1981), p. 151-207
- P.J. Buijnsters, Bibliografie der geschriften van en over Betje Wolff en Aagje Deken (1979)
- P.J. Buijnsters, Hella Haasse en Daisy Wolters, Schrijversprentenboek Betje Wolff en Aagje Deken (1979)
- P.J. Buijnsters, Sara Burgerhart en de ontwikkeling van de Nederlandse roman in de 18e eeuw (1971) (inaugurele rede)
- H.C.M. Ghijsen, Dapper Vrouwenleven. Karakter- en levensbeeld van Betje Wolff en Aagje Deken (1954)
- mr. A. Loosjes, Het weeshuis der collegianten De Oranje-Appel 1925